# Arianne Sutner
Arianne Sutner (* 20. Jahrhundert) ist eine US-amerikanische Filmproduzentin, die für einen Oscar nominiert war.

## Karriere
Arianne Sutner wuchs in New Jersey auf und besuchte die Washington University in St. Louis. Nach ihrem Studium zog sie nach San Francisco und arbeitete ab 1991 in der Filmproduktionsgesellschaft von Henry Selick. Mittlerweile artbeitet Sutner gemeinsam mit Travis Knight für LAIKA Entertainment Film.
Bei der Oscarverleihung 2017 erhielt sie gemeinsam mit Travis Knight eine Nominierung in der Kategorie bester Animationsfilm für den Film Kubo – Der tapfere Samurai. Bei den British Academy Film Awards 2017 erhielt der Film Kubo einen BAFTA Award in der Kategorie bester Animationsfilm.

## Filmografie (Auswahl)
- 2004: Die Tiefseetaucher (animation producer – uncredited)
- 2004: The Pigeon and the Onion Pie (Kurzfilm)
- 2012: ParaNorman
- 2016: Kubo – Der tapfere Samurai (Kubo and the Two Strings)
- 2019: Mister Link – Ein fellig verrücktes Abenteuer (Missing Link)

## Auszeichnungen
- 2012: OFTA-Film-Award-Nominierung in der Kategorie bester animierter Spielfilm für ParaNorman[3]
- 2013: PGA-Award-Nominierung in der Kategorie bester animierter Spielfilm für ParaNorman[4]
- 2017: Oscar in der Kategorie bester Animationsfilm für Kubo – Der tapfere Samurai[2]
- 2017: PGA-Award-Nominierg in der Kategorie bester Animationsfilm für Kubo – Der tapfere Samurai[5]
- 2017: OFTA-Film-Award in der Kategorie bester animierter Spielfilm für Kubo – Der tapfere Samurai